# Amazonkardinal
Amazonkardinal (Cyanoloxia rothschildii) är en nyligen urskild fågelart i tättingfamiljen kardinaler. Den förekommer i Amazonområdet i Sydamerika.

## Utseende
Amazonkardinalen är en 17–18,5 cm lång finkliknande fågel med kraftig näbb. Hanen har blå fjäderdräkt och honan brun. Den är mycket lik blåsvart kardinal (och behandlades fram tills nyligen som en underart till denna) men skiljer genom hos hanen ljusare och mer kontrasterande blått på pannan, kinderna och vingtäckarna, mer gråblå än grönblå på kroppen och tydligt ljusare övergump. Honan är mattare brun med mindre inslag av rödbrunt, framför allt på undersidan. Båda könen har också mindre näbbar.

## Utbredning och systematik
Fågeln förekommer i västra Amazonområdet. Tidigare behandlades den som underart till blåsvart kardinal (C. cyanoides) och vissa gör det fortfarande.

### Släktestillhörighet
Tidigare har blåsvart kardinal, som amazonkardinalen behandlades som underart till, placerats i släktet Cyanocompsa, men genetiska studier visar att de båda arterna är inbäddade i Cyanoloxia.

## Status och hot
Arten har ett stort utbredningsområde och en stor population, men tros minska i antal, dock inte tillräckligt kraftigt för att den ska betraktas som hotad. Internationella naturvårdsunionen IUCN kategoriserar därför arten som livskraftig (LC).

## Namn
Fågelns vetenskapliga artnamn hedrar den engelske ornitologen Lionel Walter Rothschild, 2:e baron Rothschild (1868-1937).